# Gottlieb August Bauer
Pour les articles homonymes, voir Bauer.
Gottlieb August Bauer (né le 21 février 1828 à Weil am Rhein, grand-duché de Bade, et mort le 16 février 1913 dans la même ville) est un peintre paysagiste et portraitiste badois.

## Biographie

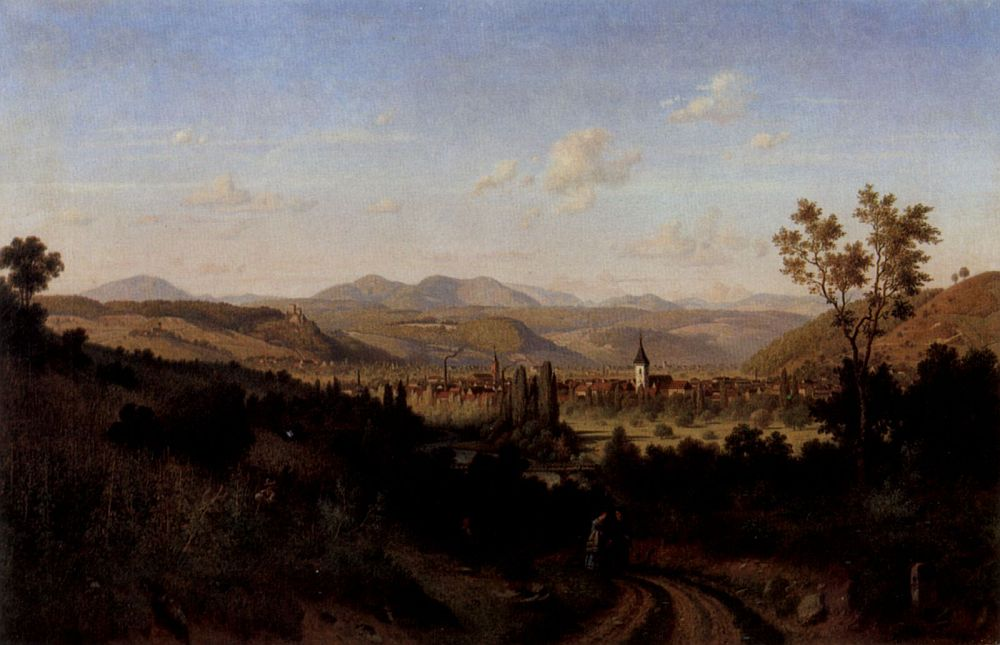
Vue de Lörrach

La famille Bauer est originaire de Niefern dans le nord de la Forêt-Noire. Il est le fils du maître boucher Lorenz Bauer et de sa seconde épouse, Anna Maria Röschard.
En 1850, il échappe au service militaire dans l'armée grand-ducale de Bade, qui est réorganisée par des officiers prussiens après la mutinerie de 1849. Durant cette phase, une partie des troupes badoises est également hébergée dans des garnisons sur le territoire prussien. Bauer reste un certain temps en Suisse. En 1853, il commence à étudier la peinture de portrait et de paysage à Munich, ce qui dure avec des interruptions jusqu'en 1864. Après son retour de Munich, il vit à Weil jusqu'à sa mort et reste célibataire. Il se consacre à la peinture et s'inspire de l'école de Munich. Ses portraits montrent souvent des personnes en costume de Markgräfler et ses photos de paysages sont souvent façonnées par des humeurs d'orage, ce qui lui vaut le surnom de «constructeur d'orages ».
En 1939, Bauer reçoit une tombe d'honneur dans le cimetière de Weil. Depuis 1980, une rue de sa ville natale porte son nom et, à l'occasion du 100e anniversaire de sa mort, une exposition est organisée dans son village natal.